# Johannes Schildhauer

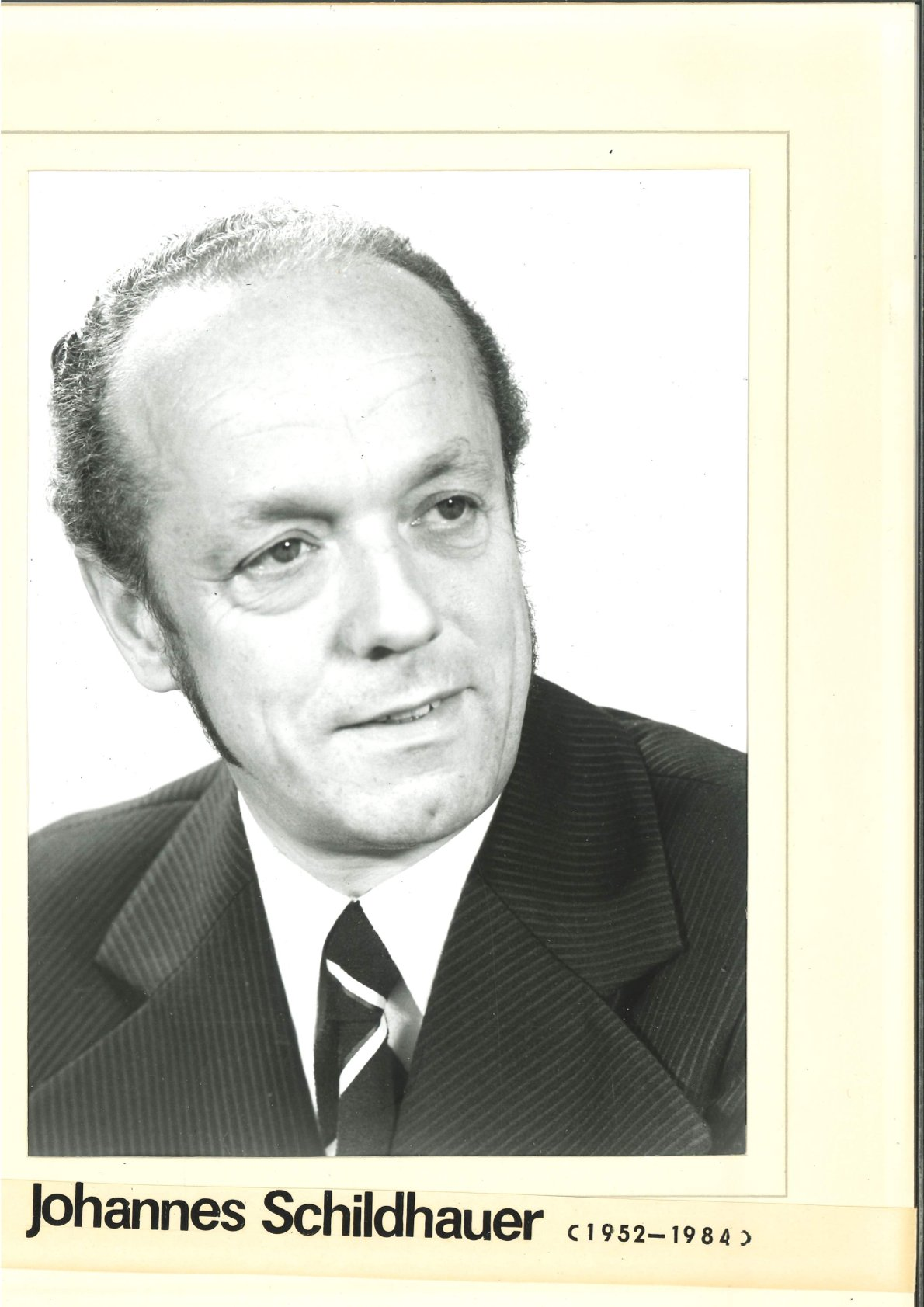
Johannes Schildhauer

Johannes Schildhauer (* 28. November 1918 in Dessau; † 1. April 1995 in Greifswald) war ein deutscher Hansehistoriker und Hochschullehrer.

## Leben
Schildhauer besuchte das Gymnasium in Dessau und begann 1938 ein Studium der Geschichte, Germanistik und Altphilologie an der Universität Leipzig, das durch seinen Kriegsdienst im Zweiten Weltkrieg unterbrochen wurde. 1945 wurde er zunächst Neulehrer in Dessau. Von 1946 bis 1948 studierte er Geschichte und Germanistik an der Ernst-Moritz-Arndt-Universität Greifswald. Als wissenschaftlicher Assistent bei Adolf Hofmeister am Historischen Institut promovierte er 1949 mit einer Dissertation über Die Grafen von Dassel. Ab 1952 als Dozent am Historischen Institut habilitierte er sich 1957 mit seiner Arbeit über Soziale, politische und religiöse Auseinandersetzungen in den Hansestädten Stralsund, Rostock und Wismar.
Schildhauer hielt von 1958 bis 1984 die Professur für Geschichte des Mittelalters und der Frühen Neuzeit und war von 1964 bis 1977 auch Direktor des Historischen Instituts der Ernst-Moritz-Arndt-Universität. Als führender Hansehistoriker der DDR war er Mitglied im Hansischen Geschichtsverein. 
Schildhauer war seit 1946 Mitglied der SED. 1968 erhielt er den Vaterländischen Verdienstorden in Bronze. Anlässlich seiner Emeritierung wurde er 1984 mit dem Ehrentitel „Verdienter Hochschullehrer der DDR“ ausgezeichnet.

## Schriften
- Die Hanse. Geschichte und Kultur, Kohlhammer 1984
- Zweites Kapitel von Geschichte der Stadt Stralsund. Veröffentlichungen des Stadtarchiv Stralsund, Band X. Verlag Hermann Böhlaus Nachfolger, Weimar 1984.